# Dicranota indica
Dicranota indica är en tvåvingeart som först beskrevs av Enrico Adelelmo Brunetti 1912.  Dicranota indica ingår i släktet Dicranota och familjen hårögonharkrankar. Inga underarter finns listade i Catalogue of Life.